# Feedback das nuvens
O feedback das nuvens é um tipo de feedback da mudança climática, em que a frequência geral das nuvens, a altura e a fração relativa dos diferentes tipos de nuvens são alteradas devido à mudança climática, e essas alterações afetam o balanço energético da Terra [en].:2224 Por si só, as nuvens já são uma parte importante do sistema climático, pois consistem em vapor de água, que atua como um gás de efeito estufa e, portanto, contribui para o aquecimento; por outro lado, elas são brilhantes e refletem o Sol, o que causa resfriamento. As nuvens em baixas altitudes têm um efeito de resfriamento mais forte, e as nuvens em altas altitudes têm um efeito de aquecimento mais forte. De modo geral, as nuvens tornam a Terra mais fria do que seria sem elas.:1022
Se a mudança climática fizer com que a cobertura de nuvens baixas se torne mais ampla, essas nuvens aumentarão o albedo planetário e contribuirão para o resfriamento, fazendo com que o feedback geral das nuvens seja negativo (um feedback que desacelera o aquecimento). Mas se as nuvens se tornarem mais altas e mais finas devido à mudança climática, o feedback líquido das nuvens será positivo e acelerará o aquecimento, pois as nuvens serão menos reflexivas e reterão mais calor na atmosfera. Tais processos foram representados em todos os principais modelos climáticos a partir da década de 1980. As observações e os resultados dos modelos climáticos agora oferecem alta confiança de que o feedback geral das nuvens sobre as mudanças climáticas é positivo.:95
Entretanto, alguns tipos de nuvens são mais difíceis de observar e, portanto, os modelos climáticos têm menos dados sobre elas e fazem estimativas diferentes sobre sua função. Assim, os modelos podem simular o feedback da nuvem como muito positivo ou apenas fracamente positivo, e essas discordâncias são o principal motivo pelo qual os modelos climáticos podem apresentar diferenças substanciais na resposta climática transitória e na sensibilidade climática.:975 Em particular, uma minoria dos modelos da Fase 6 do Projeto de Intercomparação de Modelos Acoplados [en] (CMIP6) ganhou as manchetes antes da publicação do Sexto Relatório de Avaliação do IPCC (AR6) devido às suas altas estimativas de sensibilidade climática de equilíbrio. Isso ocorreu porque eles estimaram o feedback das nuvens como altamente positivo. Logo se descobriu que esses modelos específicos contradiziam tanto as observações quanto as evidências paleoclimáticas, e o AR6 usou uma estimativa mais realista baseada na maioria dos modelos existentes e nessas evidências do mundo real.:93
Um motivo pelo qual tem sido mais difícil encontrar um valor exato para o feedback das nuvens em comparação com os outros é que os seres humanos afetam as nuvens de outra forma importante, além do aquecimento causado pelos gases de efeito estufa. Pequenas partículas atmosféricas de sulfato, ou aerossóis, são geradas devido à mesma poluição atmosférica com alto teor de enxofre que também causa a chuva ácida, mas elas também são muito reflexivas, a ponto de suas concentrações na atmosfera causarem reduções na luz solar visível, conhecidas como escurecimento global. Essas partículas afetam as nuvens de várias maneiras, principalmente tornando-as mais reflexivas. Isso significa que as alterações nas nuvens causadas por aerossóis podem ser confundidas com uma evidência de feedback negativo das nuvens, e tem sido difícil separar os dois efeitos.

## Visão geral

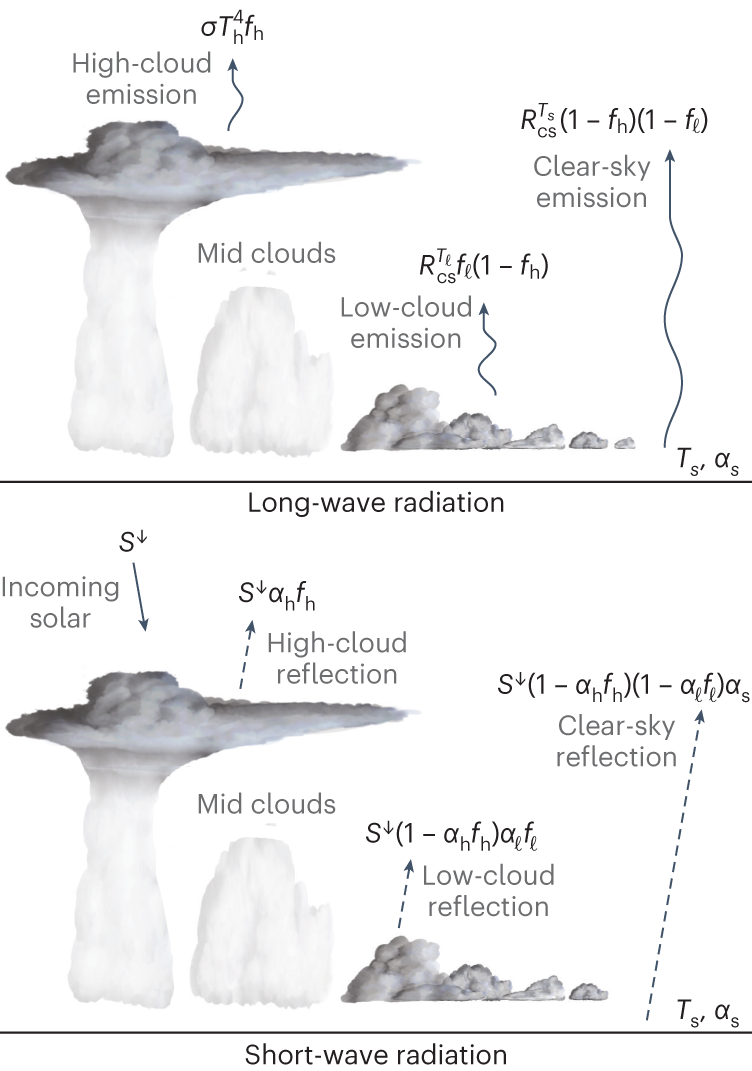
Detalhes de como as nuvens interagem com a radiação de ondas curtas e ondas longas em diferentes altitudes atmosféricas

As nuvens têm dois efeitos principais no balanço energético da Terra [en]: elas refletem a radiação de ondas curtas da luz solar de volta para o espaço devido ao seu alto albedo, mas o vapor de água contido nelas também absorve e reemite a radiação de ondas longas emitida pela superfície da Terra à medida que ela é aquecida pela luz solar, impedindo sua fuga para o espaço e retendo esta energia térmica por mais tempo.:1022
Na meteorologia, a diferença no balanço de radiação causada pelas nuvens, em relação às condições sem nuvens, é descrita como o efeito radiativo da nuvem (CRE). Às vezes, isso também é chamado de forçamento radiativo da nuvem (CRF). Entretanto, como as mudanças nas nuvens normalmente não são consideradas uma força externa do clima, CRE é o termo mais comumente usado.
No topo da atmosfera, ele pode ser descrito pela seguinte equação:
{\textstyle \Delta R_{TOA}=R_{Average}-R_{Clear}}
O efeito radiativo líquido da nuvem pode ser decomposto em seus componentes de ondas longas e ondas curtas. Isso ocorre porque a radiação líquida é a radiação solar absorvida menos a radiação de onda longa emitida, conforme as seguintes equações:
{\displaystyle \Delta R_{TOA}=\Delta Q_{abs}-\Delta OLR}
O primeiro termo à direita é o efeito de nuvem de onda curta (Qabs) e o segundo é o efeito de onda longa (OLR).
O efeito de nuvem de ondas curtas é calculado pela seguinte equação:
{\displaystyle \Delta Q_{abs}=(S_{o}/4)\cdot (1-\alpha _{nublado})-(S_{o}/4)\cdot (1-\alpha _{claro})}
Onde So é a constante solar, ∝nublado é o albedo com nuvens e ∝claro é o albedo em um dia claro.
O efeito de onda longa é calculado pela seguinte equação:
{\displaystyle \Delta OLR=\sigma T_{z}^{4}-F_{claro}^{asc}}
Onde σ é a constante de Stefan-Boltzmann, T é a temperatura em uma determinada altura e F é o fluxo ascendente em condições claras.
Combinando todas essas partes, a equação final se torna:
{\displaystyle \Delta R_{TOA}=(S_{o}/4)\cdot ((1-\alpha _{nublado})-(1-\alpha _{claro}))-\sigma T_{z}^{4}+F_{claro}^{asc}}

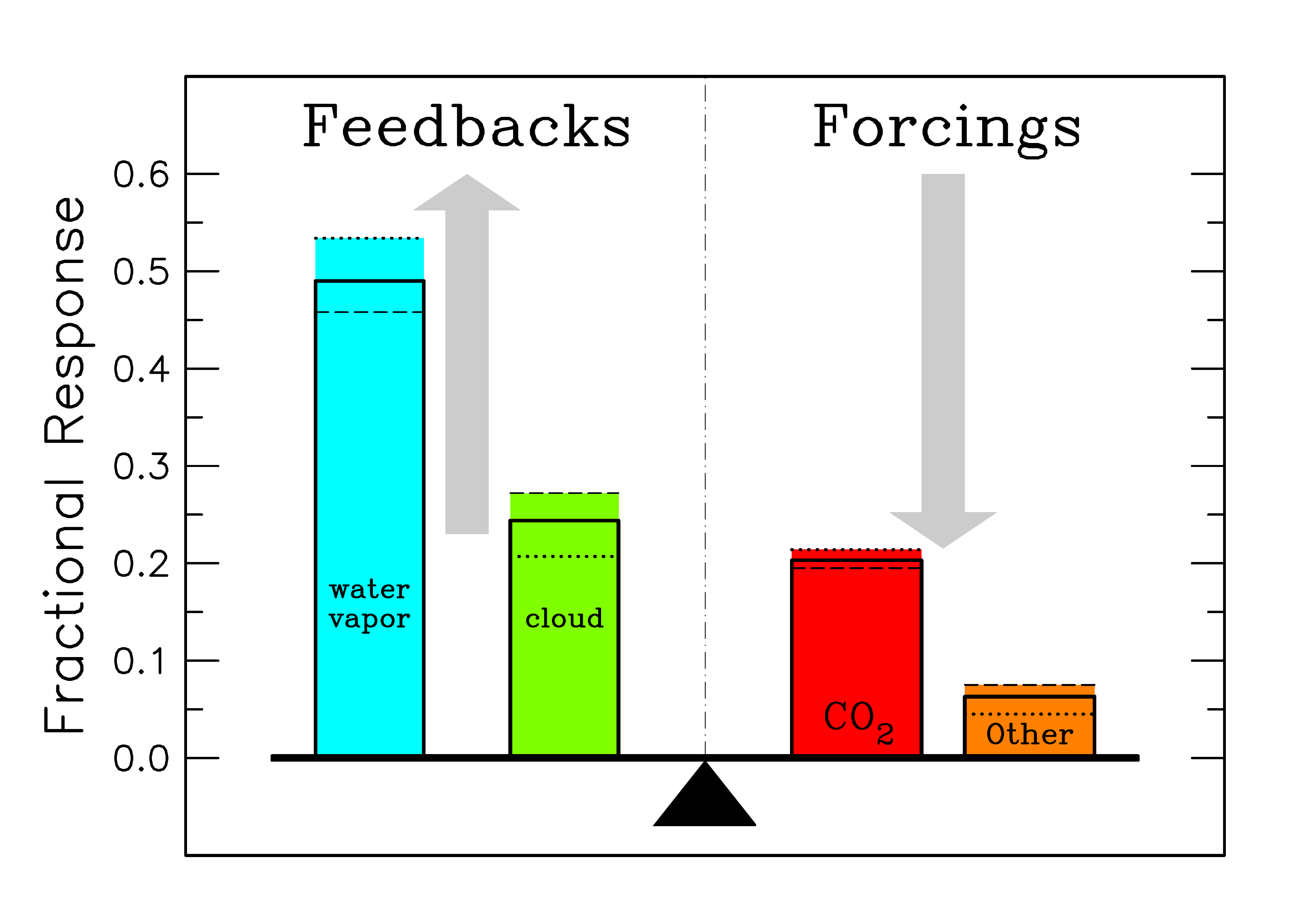
Atribuição de contribuições individuais de componentes atmosféricos ao efeito estufa, separadas em categorias de feedback e forçamento (NASA)

Em condições secas e sem nuvens, o vapor de água na atmosfera contribui com 67% do efeito estufa na Terra. Quando há umidade suficiente para formar uma cobertura típica de nuvens, o efeito estufa do vapor d'água “livre” cai para 50%, mas o vapor d'água que agora está dentro das nuvens chega a 25%, e o efeito estufa líquido é de 75%. De acordo com estimativas de 1990, a presença de nuvens reduz a radiação de ondas longas [en] de saída em cerca de 31 W/m2. Entretanto, ela também aumenta o albedo global de 15% para 30%, o que reduz a quantidade de radiação solar absorvida pela Terra em cerca de 44 W/m2. Assim, há um resfriamento líquido de cerca de 13 W/m2. Se as nuvens fossem removidas e tudo o mais permanecesse igual, a Terra perderia esse resfriamento e as temperaturas globais aumentariam.:1022
A mudança climática aumenta a quantidade de vapor de água na atmosfera devido à relação de Clausius-Clapeyron [en], no que é conhecido como feedback do vapor de água. Isto também afeta uma série de propriedades das nuvens, como sua altura, a distribuição típica em toda a atmosfera e a microfísica das nuvens, como a quantidade de gotículas de água retidas, o que afeta o forçamento radiativo das nuvens.:1023 As diferenças nessas propriedades alteram o papel das nuvens no balanço energético da Terra. O nome feedback das nuvens refere-se a essa relação entre as mudanças climáticas, as propriedades das nuvens e o forçamento radiativo das nuvens.:2224 As nuvens também afetam a magnitude da variabilidade climática gerada internamente.

## Representação em modelos climáticos

Exemplos de alguns efeitos do aquecimento global que podem amplificar (feedbacks positivos) ou reduzir (feedbacks negativos) o aquecimento global

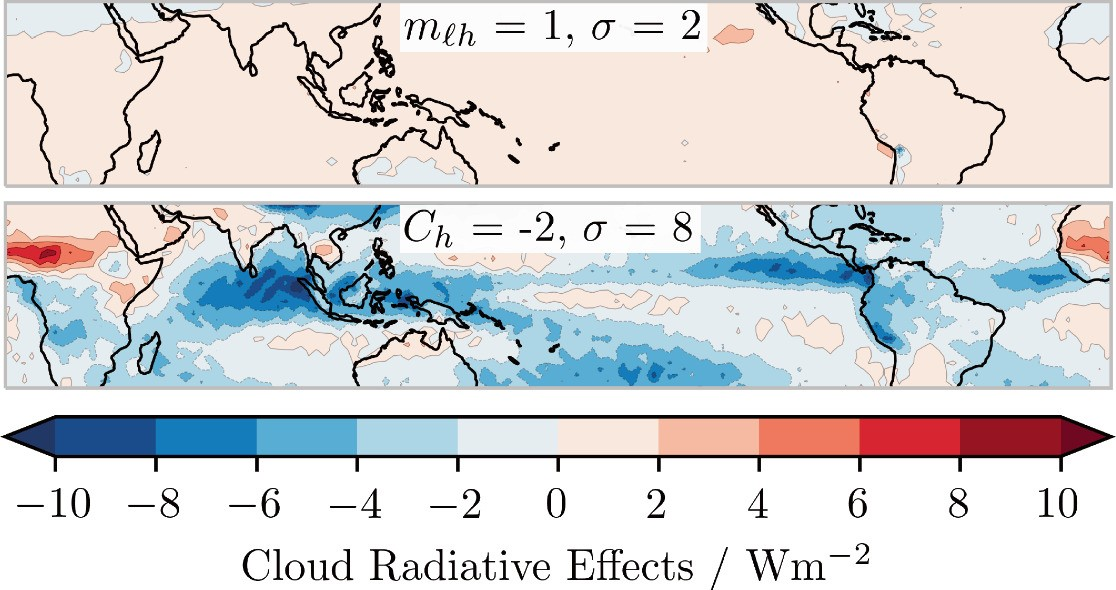
Sabe-se que as nuvens tropicais têm um efeito de resfriamento, mas não se sabe se ele se tornará mais forte ou mais fraco no futuro

Os modelos climáticos têm representado nuvens e seus processos há muito tempo. O feedback de nuvens já era um recurso padrão nos modelos climáticos projetados na década de 1980. Entretanto, a física das nuvens é muito complexa, de modo que os modelos geralmente representam vários tipos de nuvens de maneiras diferentes, e até mesmo pequenas variações entre os modelos podem levar a mudanças significativas na resposta da temperatura e da precipitação. Os cientistas do clima dedicam muito esforço para resolver este problema. Isso inclui o Projeto de Intercomparação de Modelos de Feedback de Nuvens (CFMIP), em que os modelos simulam processos de nuvens sob diferentes condições e seus resultados são comparados com os dados de observação. Quando o Painel Intergovernamental sobre Mudanças Climáticas publicou seu Sexto Relatório de Avaliação (AR6) em 2021, o intervalo de incerteza em relação à força do feedback da nuvem ficou 50% menor desde a época do AR5 em 2014.:95
| Feedback                                                  | Sinal         | Confiança |
| --------------------------------------------------------- | ------------- | --------- |
| Feedback de altitude das nuvens altas                     | Positivo      | Alta      |
| Feedback da quantidade de nuvens altas tropicais          | Negativo      | Baixa     |
| Feedback de nuvens baixas marinhas subtropicais           | Positivo      | Alta      |
| Feedback de nuvens terrestres                             | Positivo      | Baixa     |
| Feedback da quantidade de nuvens em latitudes médias      | Positivo      | Média     |
| Feedback da profundidade óptica das nuvens extratropicais | Leve negativo | Média     |
| Feedback das nuvens do Ártico                             | Leve positivo | Baixa     |
| Feedback líquido das nuvens                               | Positivo      | Alta      |

Isso ocorreu devido a grandes melhorias na compreensão do comportamento das nuvens sobre os oceanos subtropicais. Como resultado, houve alta confiança de que o feedback geral da nuvem é positivo (contribui para o aquecimento).:95 O valor do AR6 para o feedback da nuvem é de +0,42 [-0,10 a 0,94] W m-2 para cada 1 °C de aquecimento. Essa estimativa é derivada de várias linhas de evidência, incluindo modelos e observações.:95 O feedback da quantidade de nuvens altas tropicais é a principal área que ainda precisa ser aprimorada. A única maneira pela qual o feedback total de nuvens ainda pode ser ligeiramente negativo é se esse feedback ou o feedback de profundidade óptica nas nuvens do Oceano Antártico for subitamente considerado “extremamente grande”; a probabilidade disso é considerada abaixo de 10%.:975 A partir de 2024, as observações mais recentes do satélite CALIPSO indicam que o feedback das nuvens tropicais é muito fraco.
Apesar desses aprimoramentos, as nuvens continuam sendo o feedback climático menos bem compreendido e são o principal motivo pelo qual os modelos estimam valores diferentes para a sensibilidade climática de equilíbrio (ECS). A ECS é uma estimativa do aquecimento de longo prazo (vários séculos) em resposta a uma duplicação das concentrações de gases de efeito estufa equivalentes ao CO2: se as emissões futuras não forem baixas, ela também se tornará o fator mais importante para determinar as temperaturas do século XXI.:95 Em geral, a geração atual de modelos climáticos padrão ouro, CMIP6, opera com maior sensibilidade climática do que a geração anterior, e isso se deve principalmente ao fato de que o feedback da nuvem é cerca de 20% mais positivo do que no CMIP5.:93
No entanto, a mediana do feedback de nuvem é apenas um pouco maior no CMIP6 do que no CMIP5;:95 a média é muito maior apenas porque vários modelos “quentes” têm feedback de nuvem muito mais forte e maior sensibilidade do que os demais.:93 Estes modelos têm uma sensibilidade de 5 °C e sua presença aumentou a sensibilidade média do modelo de 3,2 °C no CMIP5 para 3,7 °C no CMIP6. Esses resultados do modelo atraíram muita atenção quando foram publicados pela primeira vez em 2019, pois significariam um aquecimento mais rápido e mais severo se fossem precisos. Logo se descobriu que o resultado desses modelos “quentes” é inconsistente tanto com as observações quanto com as evidências paleoclimáticas, de modo que o valor de consenso do AR6 para o feedback da nuvem é menor do que o resultado médio do modelo isoladamente. A melhor estimativa da sensibilidade climática no AR6 é de 3 °C, pois está mais em conformidade com as observações e as descobertas paleoclimáticas.:93

## Papel dos aerossóis

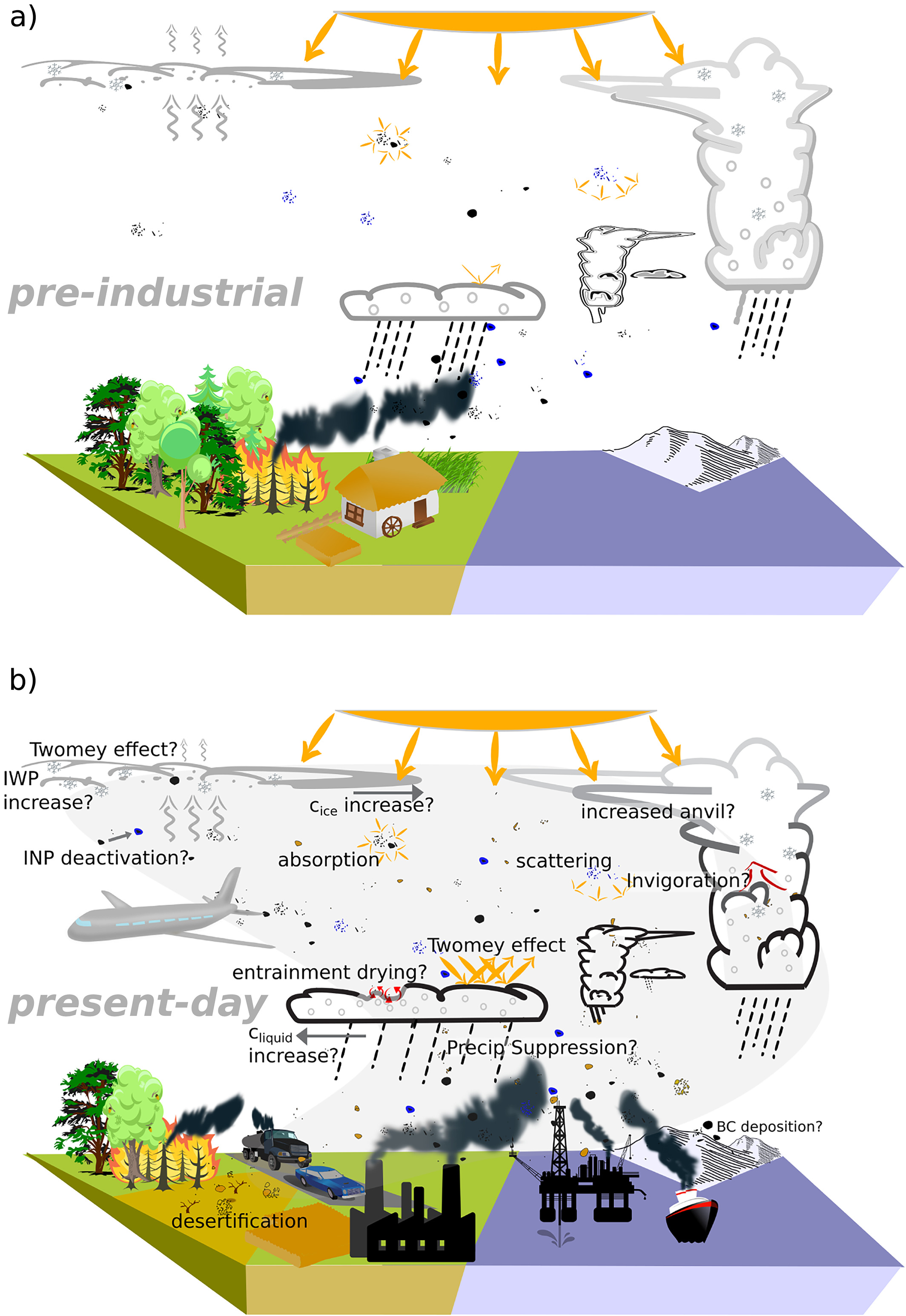
A poluição do ar, inclusive devido ao desmatamento em larga escala, aumentou substancialmente a presença de aerossóis na atmosfera em comparação com os níveis de fundo pré-industriais. Diferentes tipos de partículas têm efeitos diferentes, e há uma variedade de interações em diferentes camadas atmosféricas. Em geral, eles proporcionam resfriamento, mas a complexidade torna muito difícil estimar a intensidade exata do resfriamento.

Os aerossóis atmosféricos - partículas finas suspensas no ar - afetam a formação e as propriedades das nuvens, o que também altera seu impacto no clima. Embora alguns aerossóis, como as partículas de carbono negro, tornem as nuvens mais escuras e, portanto, contribuam para o aquecimento, o efeito mais forte é, de longe, o dos sulfatos, que aumentam o número de gotículas de nuvens, tornando-as mais reflexivas e ajudando-as a resfriar mais o clima. Isso é conhecido como efeito direto do aerossol; no entanto, os aerossóis também têm um efeito indireto sobre o caminho da água líquida [en], e determiná-lo envolve cálculos contínuos e complexos de evaporação e condensação dentro das nuvens. Os modelos climáticos geralmente presumem que os aerossóis aumentam o caminho da água líquida, o que torna as nuvens ainda mais reflexivas. No entanto, observações de satélite feitas na década de 2010 sugeriram que os aerossóis diminuíram o caminho da água líquida e, em 2018, isso foi reproduzido em um modelo que integrou uma microfísica de nuvem mais complexa. No entanto, a pesquisa de 2019 constatou que as observações anteriores de satélite eram tendenciosas por não levarem em conta as nuvens mais espessas e com maior quantidade de água, que naturalmente chovem mais e liberam mais partículas. Foi observado um resfriamento muito forte por aerossóis ao comparar nuvens da mesma espessura.
Além disso, as observações em larga escala podem ser confundidas por mudanças em outros fatores atmosféricos, como a umidade: por exemplo, descobriu-se que, embora as melhorias na qualidade do ar após 1980 tivessem reduzido o número de nuvens sobre a costa leste dos Estados Unidos em cerca de 20%, isso foi compensado pelo aumento da umidade relativa causado pela resposta atmosférica à desaceleração da AMOC. Da mesma forma, embora a pesquisa inicial que analisou os sulfatos da erupção de Bárðarbunga em 2014-2015 tenha constatado que eles não causaram nenhuma alteração no caminho da água líquida, mais tarde foi sugerido que essa constatação foi distorcida por mudanças contrárias na umidade.

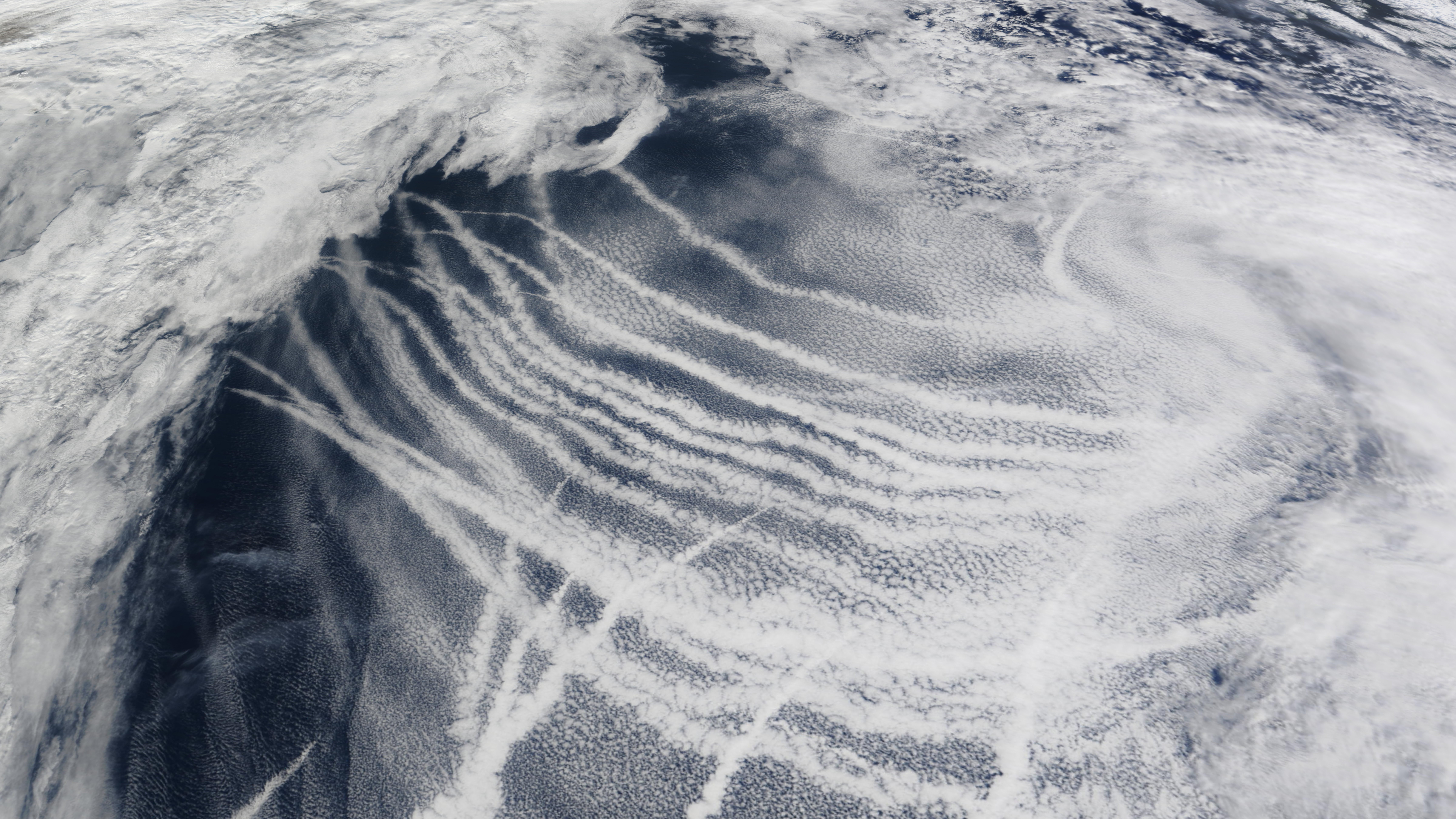
Rastros de navios visíveis no Pacífico Norte, em 4 de março de 2009

Para evitar fatores de confusão, muitas observações dos efeitos do aerossol se concentram nos rastros de navios [en], mas pesquisas posteriores a 2020 descobriram que os rastros de navios visíveis são um substituto ruim para outras nuvens, e as estimativas derivadas deles superestimam o resfriamento por aerossol em até 200%. Ao mesmo tempo, outra pesquisa descobriu que a maioria dos rastros de navios é “invisível” para os satélites, o que significa que a pesquisa anterior havia subestimado o resfriamento por aerossol ao ignorá-los. Por fim, a pesquisa de 2023 indica que todos os modelos climáticos subestimaram as emissões de enxofre dos vulcões que ocorrem em segundo plano, fora das grandes erupções, e, portanto, superestimaram o resfriamento proporcionado pelos aerossóis antropogênicos, especialmente no clima do Ártico.

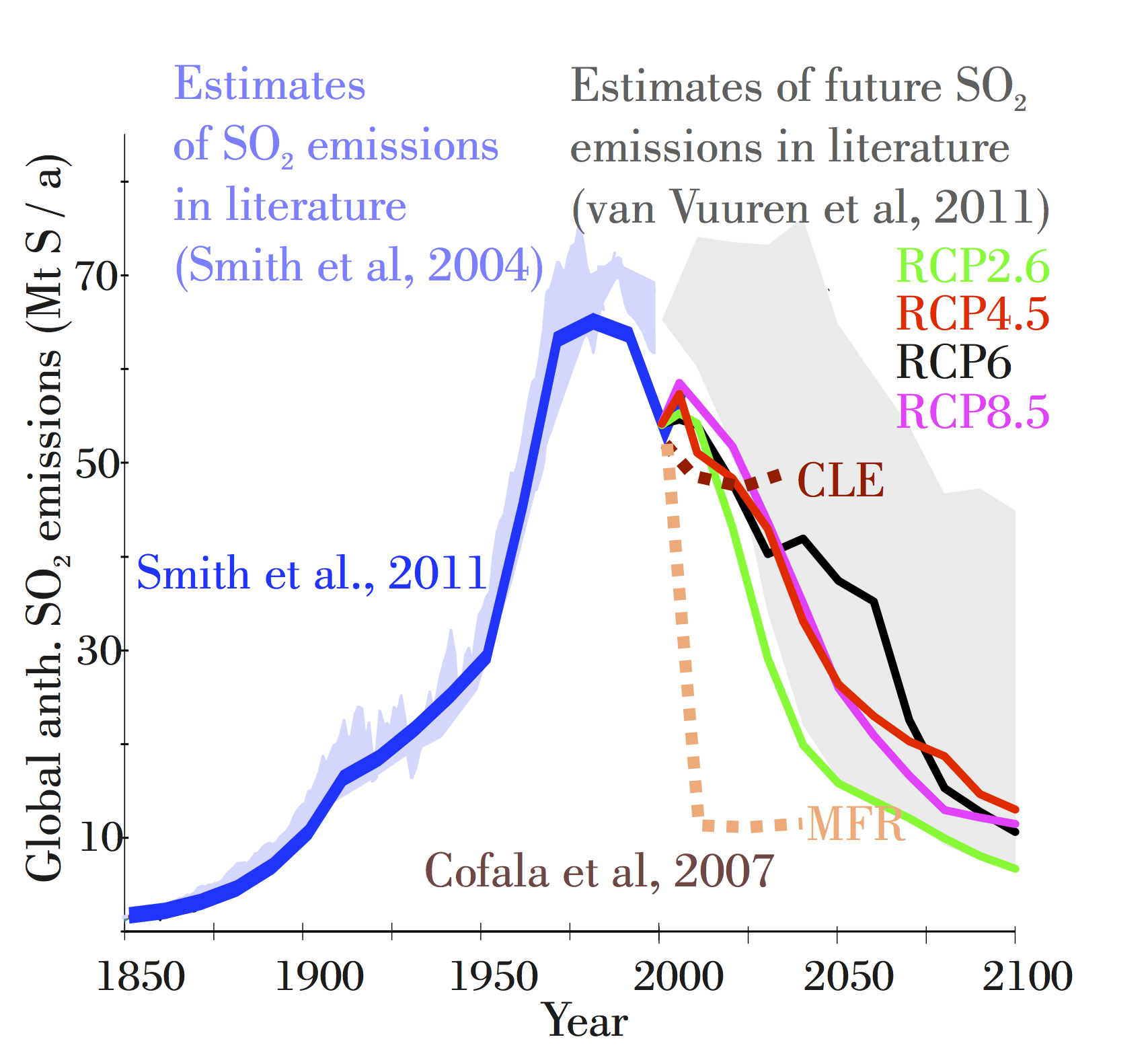
Estimativas do início da década de 2010 de emissões globais de dióxido de enxofre antropogênicas passadas e futuras, incluindo os en. Embora nenhum cenário de mudança climática possa atingir as Reduções Máximas Viáveis (MFRs), todos pressupõem reduções acentuadas em relação aos níveis atuais. Até 2019, foi confirmado que as reduções de emissões de sulfato prosseguirão em um ritmo acelerado.

As estimativas de quanto os aerossóis afetam o resfriamento das nuvens são muito importantes, pois a quantidade de aerossóis de sulfato no ar passou por mudanças drásticas nas últimas décadas. Primeiro, ela aumentou muito entre as décadas de 1950 e 1980, em grande parte devido à queima generalizada de carvão com alto teor de enxofre, o que causou uma redução observável na luz solar visível que foi descrita como escurecimento global. Em seguida, começou a diminuir substancialmente a partir da década de 1990 e espera-se que continue a diminuir no futuro, devido às medidas de combate à chuva ácida e a outros impactos da poluição do ar. Consequentemente, os aerossóis proporcionaram um efeito de resfriamento considerável que neutralizou ou “mascarou” parte do efeito estufa das emissões humanas, e esse efeito também estava diminuindo, o que contribuiu para a aceleração da mudança climática.
Os modelos climáticos levam em conta a presença de aerossóis e seu declínio recente e futuro em suas projeções e, em geral, estimam que o resfriamento que eles proporcionam na década de 2020 é semelhante ao aquecimento provocado pelo metano atmosférico [en] adicionado pelo ser humano, o que significa que reduções simultâneas em ambos se anulariam efetivamente. No entanto, a incerteza existente sobre as interações aerossol-nuvem também introduz incerteza nos modelos, principalmente quando se trata de previsões de mudanças em eventos climáticos nas regiões com um registro histórico mais deficiente de observações atmosféricas.

## Possível rompimento de nuvensstratocumulusequatoriais
Em 2019, um estudo empregou um modelo de simulação de grandes turbulências [en] para estimar que as nuvens stratocumulus equatoriais poderiam se romper e se dispersar quando os níveis de CO2 aumentassem acima de 1 200 ppm (quase três vezes mais do que os níveis atuais e mais de quatro vezes mais do que os níveis pré-industriais). O estudo estimou que isto causaria um aquecimento da superfície de cerca de 8 °C globalmente e 10 °C nas regiões subtropicais, o que se somaria a pelo menos 4 °C já causados por essas concentrações de CO2. Além disso, as nuvens stratocumulus não se recuperariam até que as concentrações de CO2 caíssem para um nível muito mais baixo. Foi sugerido que essa descoberta poderia ajudar a explicar episódios passados de aquecimento excepcionalmente rápido, como o Máximo Térmico do Paleoceno-Eoceno. Em 2020, um trabalho adicional dos mesmos autores revelou que, em sua simulação de grandes turbulências, este ponto de inflexão não pode ser interrompido com a modificação da radiação solar [en]. Em um cenário hipotético em que as emissões muito altas de CO2 continuam por muito tempo, mas são compensadas com uma modificação extensiva da radiação solar, o rompimento das nuvens stratocumulus é simplesmente adiado até que as concentrações de CO2 atinjam 1 700 ppm, momento em que ainda causaria cerca de 5 °C de aquecimento, inevitavelmente.
Entretanto, como os modelos de simulação de grandes turbulências são mais simples e em menor escala do que os modelos de circulação geral usados para projeções climáticas, com representação limitada de processos atmosféricos como a subsidência, essa descoberta é atualmente considerada especulativa. Outros cientistas afirmam que o modelo usado nesse estudo extrapola de forma não realista o comportamento de pequenas áreas de nuvens para todos os tipos de nuvens e que ele é incapaz de simular algo além de uma transição rápida, sendo que alguns o comparam a “um botão com duas configurações”. Além disso, as concentrações de CO2 só atingiriam 1 200 ppm se o mundo seguisse o Caminho de Concentração Representativo 8.5, que corresponde ao cenário de emissão de gases de efeito estufa mais alto possível e envolve uma expansão maciça da infraestrutura de carvão. Neste caso, 1 200 ppm seriam ultrapassados pouco depois de 2100.